# Matteo Bellina
Matteo Bellina (* 2. November 1979 in Mailand, Italien) ist ein italienischer Filmschauspieler.

## Leben
Matteo Bellina stand bereits im Alter von fünf Jahren in Werbespots vor der Kamera, ehe er 1987 seine größte und wohl bekannteste Filmrolle erhielt. In Franco Rossis vierteiliger Bibelverfilmung Ein Kind mit Namen Jesus verkörperte der Achtjährige den jungen Jesus von Nazaret.
Nach drei weiteren kleinen Rollen, die er zwischen 1991 und 1994 übernahm, zog sich Bellina plötzlich aus der Schauspielerei ins Privatleben zurück. Seit diesem Zeitpunkt stand er nie wieder vor der Kamera.
2004 schloss Bellina sein Studium der Rechtswissenschaften an der Universität Padua ab und arbeitet nun als Rechtsanwalt.

## Filmografie (Auswahl)
- 1987: Ein Kind mit Namen Jesus (Un bambino di nome Gesù) (Fernseh-Miniserie)